# Bullauns von Reananerree
Die beiden Bullauns von Reananerree (irisch Ré na nDoirí), mit Aushöhlungen versehene Steine, liegen auf dem Kirchengelände im Dorf Reananerree im County Cork in Irland. Bei dem Dorf befinden sich zudem zwei Steinkreise aus fünf bzw. zwölf Monolithen sowie eine 400 m lange Steinreihe.
Der leicht beschädigte erste Bullaunstein I aus Sandstein misst 0,7 × 0,6 m und ist 0,2 m dick. Er befindet sich links neben dem Eingang der Kirche auf einem Sockel aus Trockenmauerwerk und fungiert als Weihwasserbecken. Der eingetiefte runde Bullaun hat einen Durchmesser von etwa 0,35 m und ist 0,15 m tief.
50 m nördlich, links hinter dem Nordtor steht Bullaunstein II. Er ist der größere der beiden. Der Stein ist etwa 1,0 m lang, 0,75 m breit und 0,40 m tief. Der eingetiefte runde Bullaun hat einen Durchmesser von etwa 0,25 m Durchmesser und 0,15 m Tiefe.
Der ursprüngliche Zweck der Bullauns ist nicht bekannt, aber sie haben einen Zusammenhang mit dem Wasser und der Verehrung der Brigid. Daher wird der Bullaun von Killinagh auch als St Brigid’s Stone bezeichnet. Viele von ihnen sind in Verbindung mit frühmittelalterlichen Kirchen gefunden und manche als Weihwasserbecken umfunktioniert worden.
Die beiden Steine sind im Denkmalkataster des National Monuments Service - Department of Arts, Heritage and the Gaeltacht als Objektnummer CO069-024002- eingetragen.